# Największe jeziora Białorusi

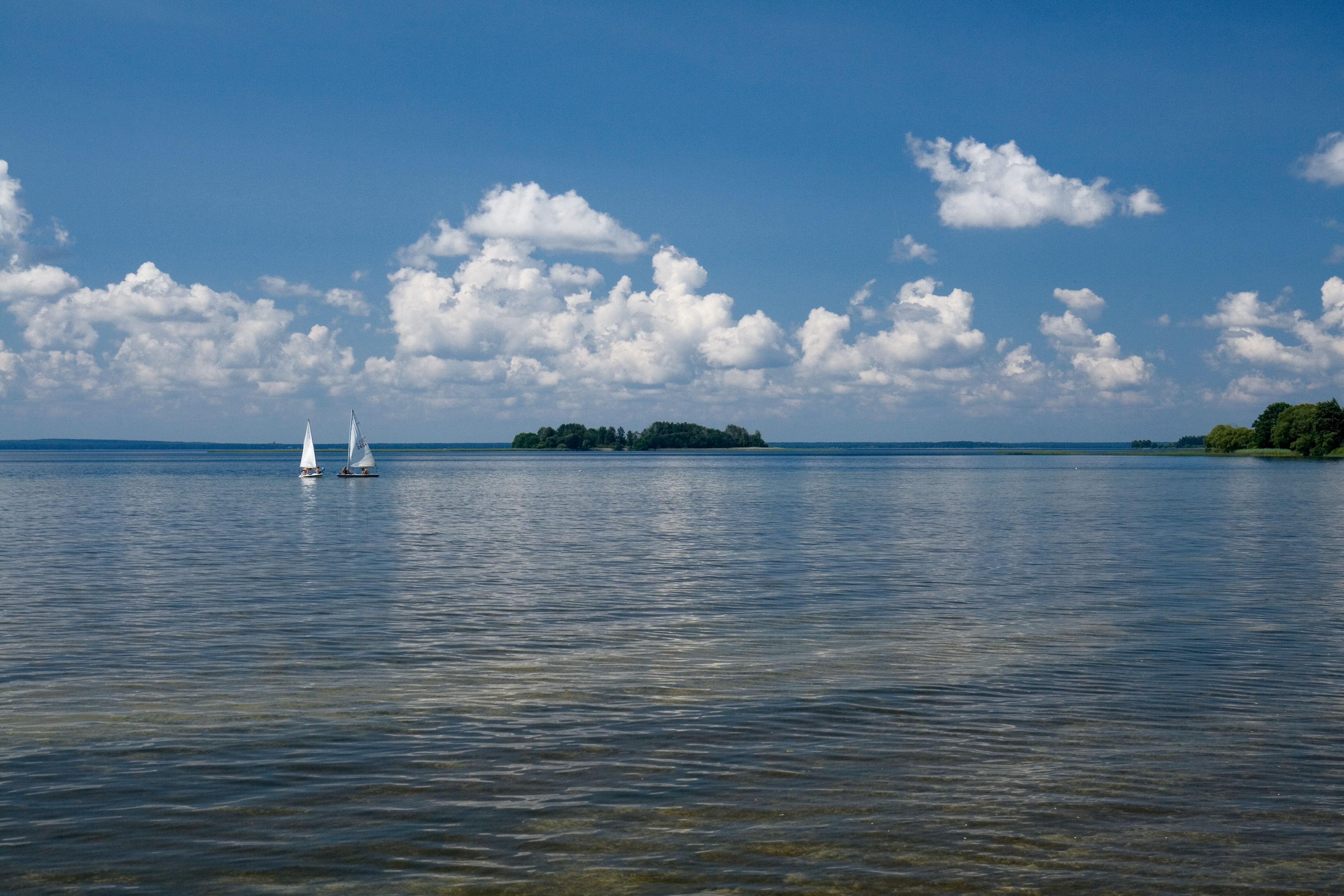
Narocz

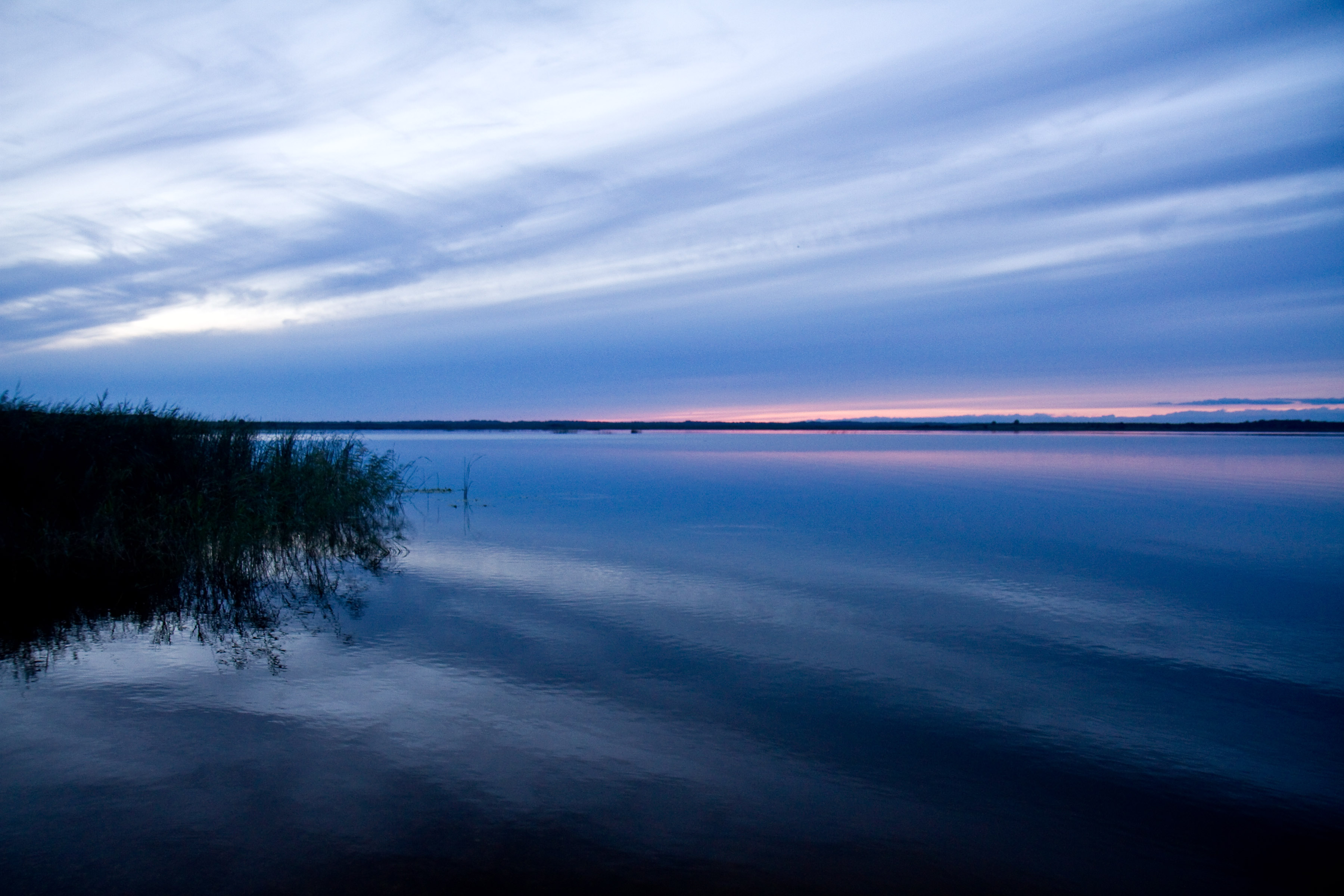
Jezioro Oświejskie

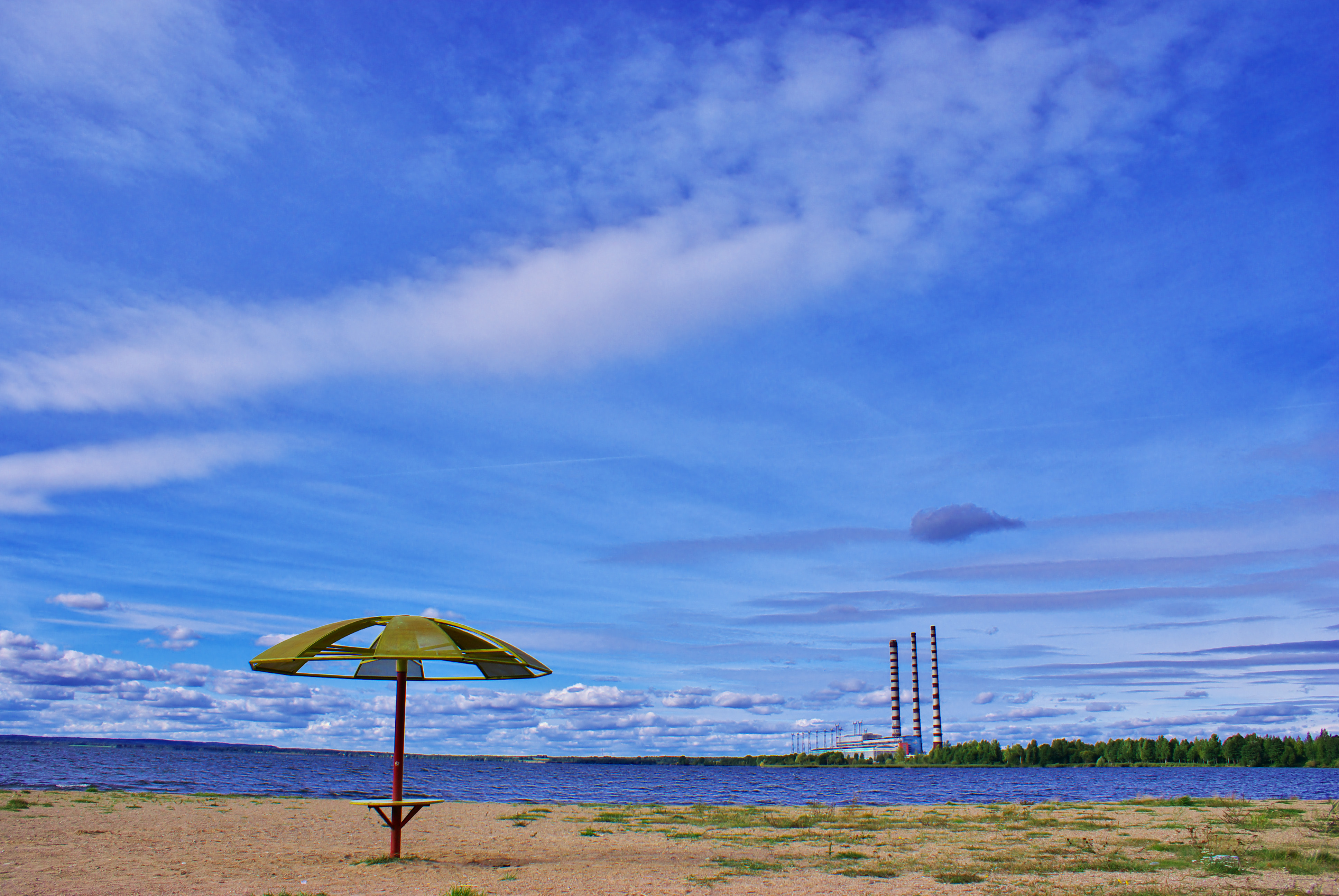
Łukoml

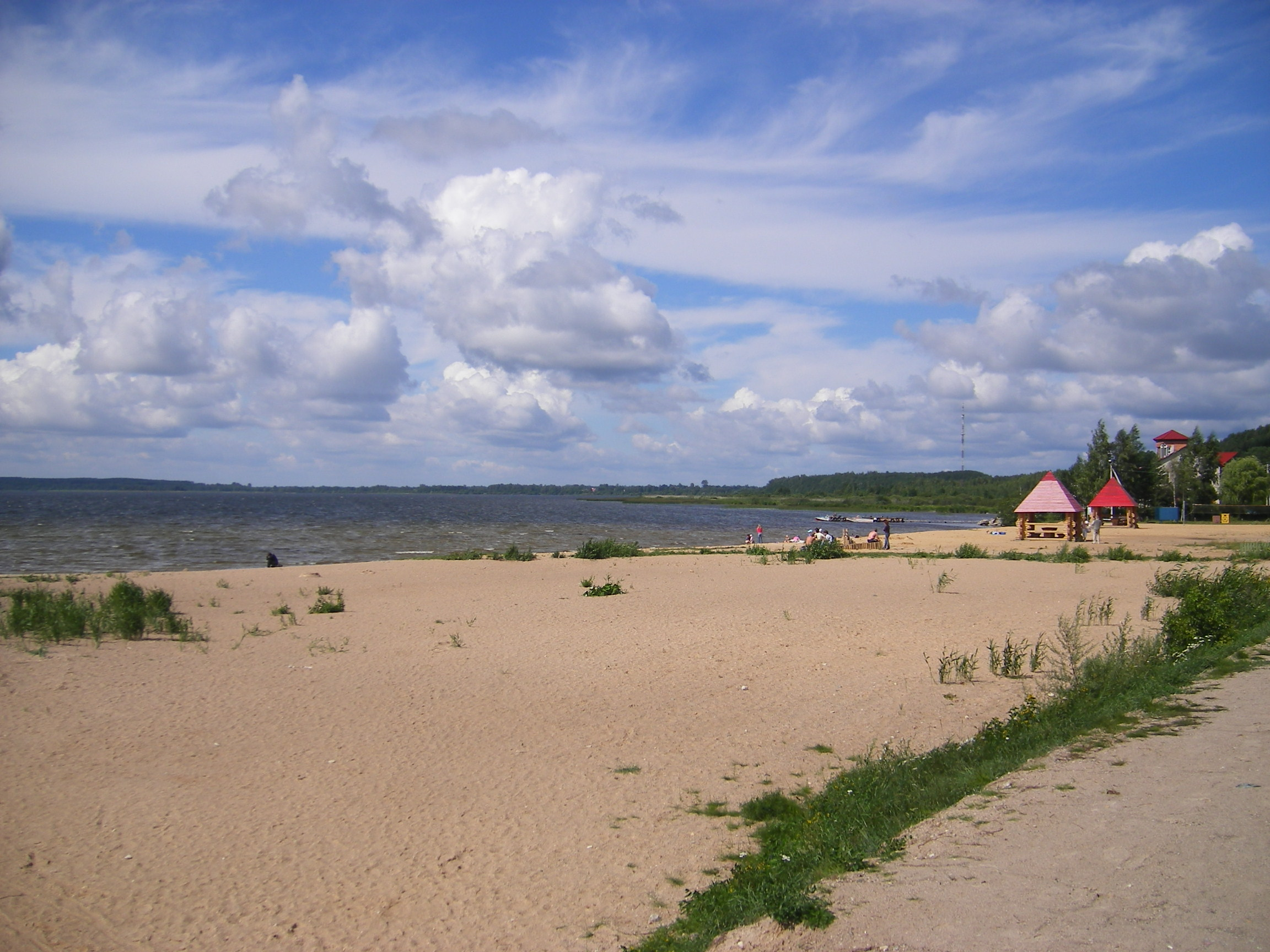
Drywiaty

Lista największych jezior na Białorusi (powierzchnia pow. 10 km²):
| Nr | Nazwa polska | Nazwa białoruska | Rejon             | Obwód    | Powierzchnia, km² |
| -- | ------------ | ---------------- | ----------------- | -------- | ----------------- |
| 1  | Narocz       | Нарач            | miadzielski       | miński   | 79,60             |
| 2  | Oświejskie   | Асьвейскае       | wierchniedźwiński | witebski | 52,80             |
| 3  | Czerwone     | Чырвонае         | żytkowicki        | homelski | 40,30             |
| 4  | Łukomskie    | Лукомальскае     | czaśnicki         | witebski | 37,71             |
| 5  | Drywiaty     | Дрывяты          | brasławski        | witebski | 36,10             |
| 6  | Nieszczerdo  | Нешчарда         | rossoński         | witebski | 27,40             |
| 7  | Wygonowskie  | Выганашчанскае   | iwacewicki        | brzeski  | 26,00             |
| 8  | Świr         | Свір             | miadzielski       | miński   | 22,30             |
| 9  | Snudy        | Снуды            | brasławski        | witebski | 22,00             |
| 10 | Czarne       | Чорнае           | bereski           | brzeski  | 17.30             |
| 11 | Miadzioł     | Мядзел           | miadzielski       | miński   | 16,20             |
| 12 | Lisno        | Лісна            | wierchniedźwiński | witebski | 15,71             |
| 13 | Jeziaryszcza | Езярышча         | horodecki         | witebski | 15,39             |
| 14 | Sielawa      | Сялява           | krupkowski        | miński   | 15,00             |
| 15 | Bohiń        | Багінскае        | brasławski        | witebski | 13,23             |
| 16 | Miastro      | Мястра           | miadzielski       | miński   | 13,10             |
| 17 | Strusto      | Струста          | brasławski        | witebski | 13.00             |
| 18 | Rycza        | Рычы             | brasławski        | witebski | 12,84             |
| 19 | Sporowskie   | Спораўскае       | bereski           | brzeski  | 11,50             |
| 20 | Łoświda      | Лосьвіда         | horodecki         | witebski | 11,42             |
| 21 | Lepelskie    | Лепельскае       | lepelski          | witebski | 10,18             |